# 山北の桜並木

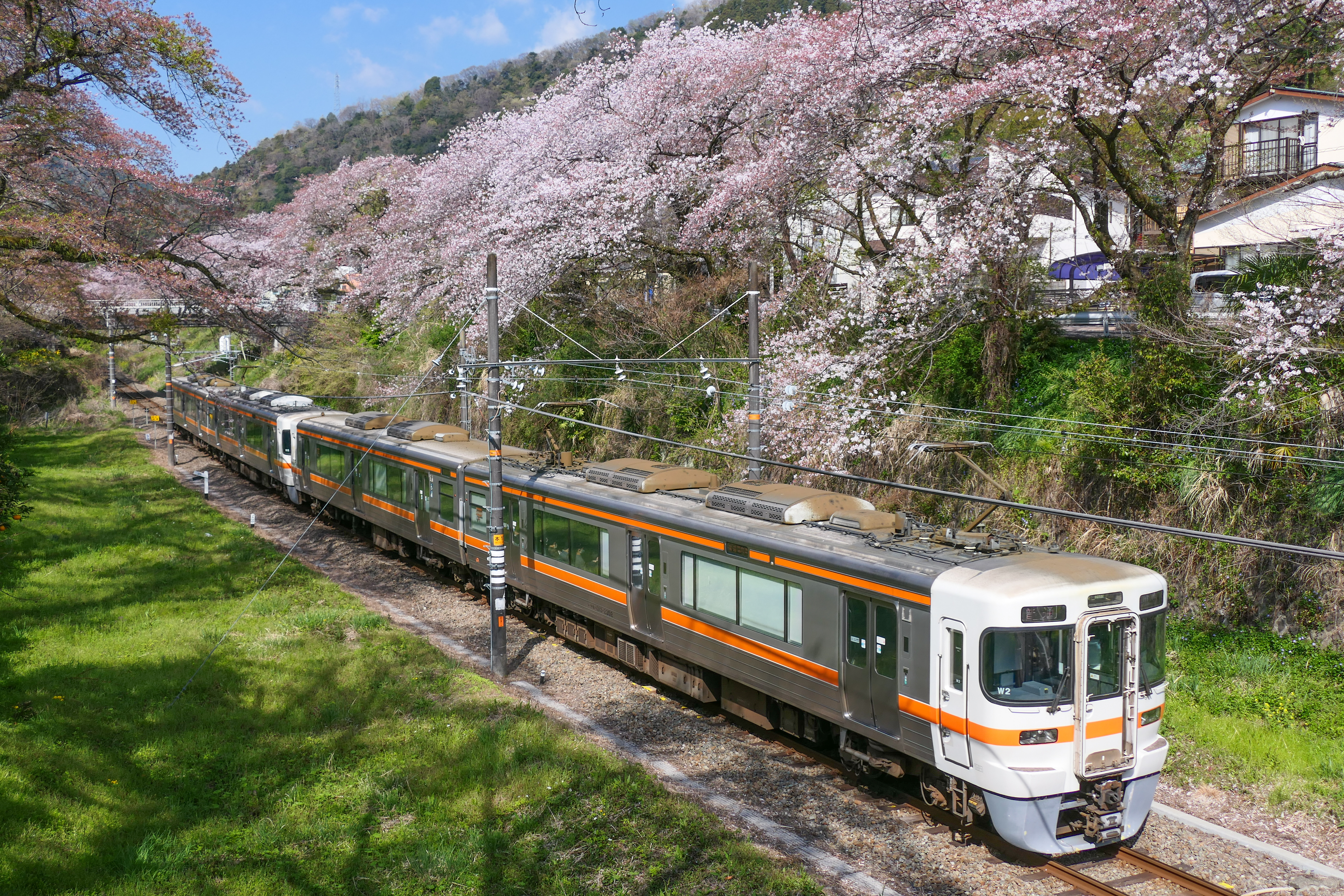
山北の桜並木の間を走る御殿場線

山北の桜並木（やまきたのさくらなみき）は、神奈川県足柄上郡山北町にある桜の名所。「かながわのまちなみ100選」に選ばれている。
御殿場線山北駅の先端、山北鉄道公園付近から沼津方面へ約500メートルにわたり、御殿場線の掘割の土手両側に植えられた130本のソメイヨシノが咲く。
桜の開花時期にはライトアップされ、夜桜も楽しめる。